# Haines Borough
Haines Borough is een borough in de Amerikaanse staat Alaska.
De borough heeft een landoppervlakte van 6.070 km² en telt 2.392 inwoners (volkstelling 2000). De hoofdplaats is Haines.